# Елізабет Дюваль
Елізабет Дюваль (ісп. Elizabeth Duval; Алькала-де-Енарес, 25 серпня 2000) — іспанська письменниця та активістка за права транс-людей.

## Біографія
Елізабет Дюваль народилася в Алькала-де-Енарес, провела шість років дитинства в Пласенсії Вона має ступінь з філософії та сучасної літератури в Сорбонні в Парижі. Дюваль була рішучою захисницею реформи транс-людей в Іспанії. У 2017 році вона була на обкладинці журналу El País de las Tentaciones. У 2023 році її призначили речником фемінізму, рівності та свобод ЛГБТ на липневих загальних виборах.
Вона була постійним співавтором програми RTVE Gen Playz, а також брала участь в інших політичних подіях.

## Особисте життя
Елізабет Дюваль є трансжінкою.

## Діяльність

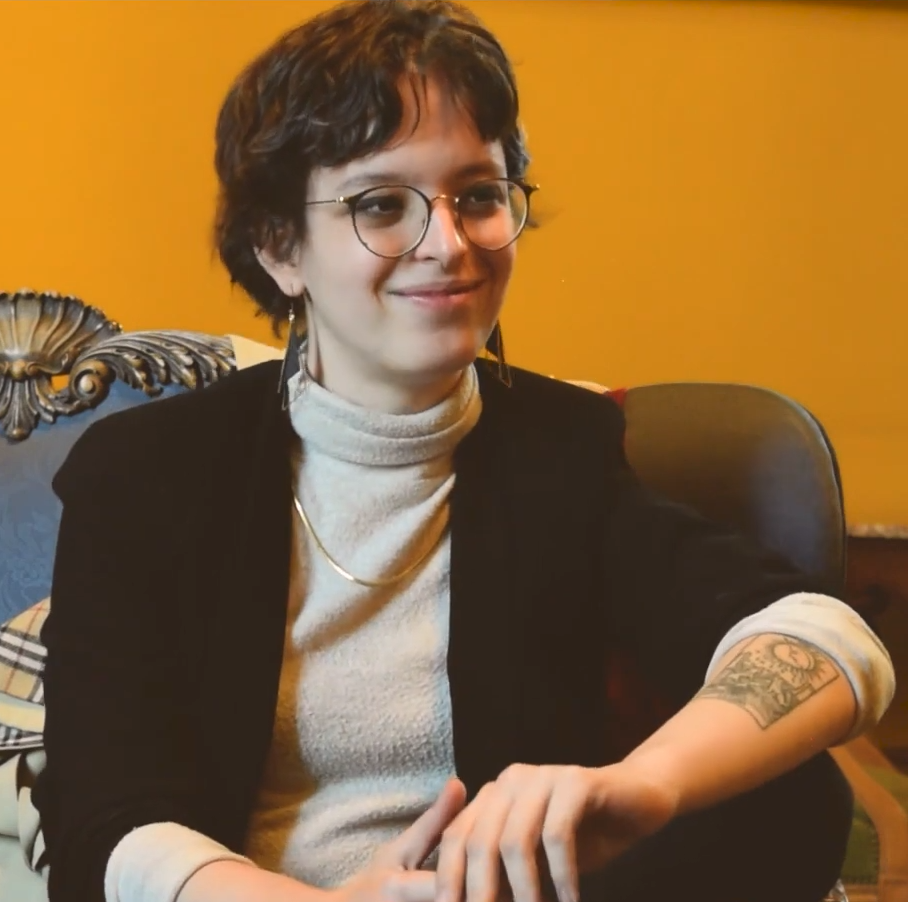
В інтерв'ю 2021 року

Почала публікуватися у 2018 році в антології Cuadernos de Medusa від видавництва Amor de Madre. У 2019 році Елізабет Дюваль брала участь в антології квір-оповідань під назвою «Напад на Оз». Перша збірка віршів під назвою «Виняток» і перший роман «Рейна» були опубліковані в лютому та березні 2020 року

### Книги
- Виняток : Letraversal, 2020.
- Королева : Троянський кінь, 2020.[17]
- Після перев. Стать і гендер між лівими та ідентичністю : The Box Books, 2021.[18]
- Мадрид буде гробницею : Rag language, 2021.[19]
- Меланхолія : Планета, 2023.[20]